# Evangelische Kirche Wellingerode (Meißner)

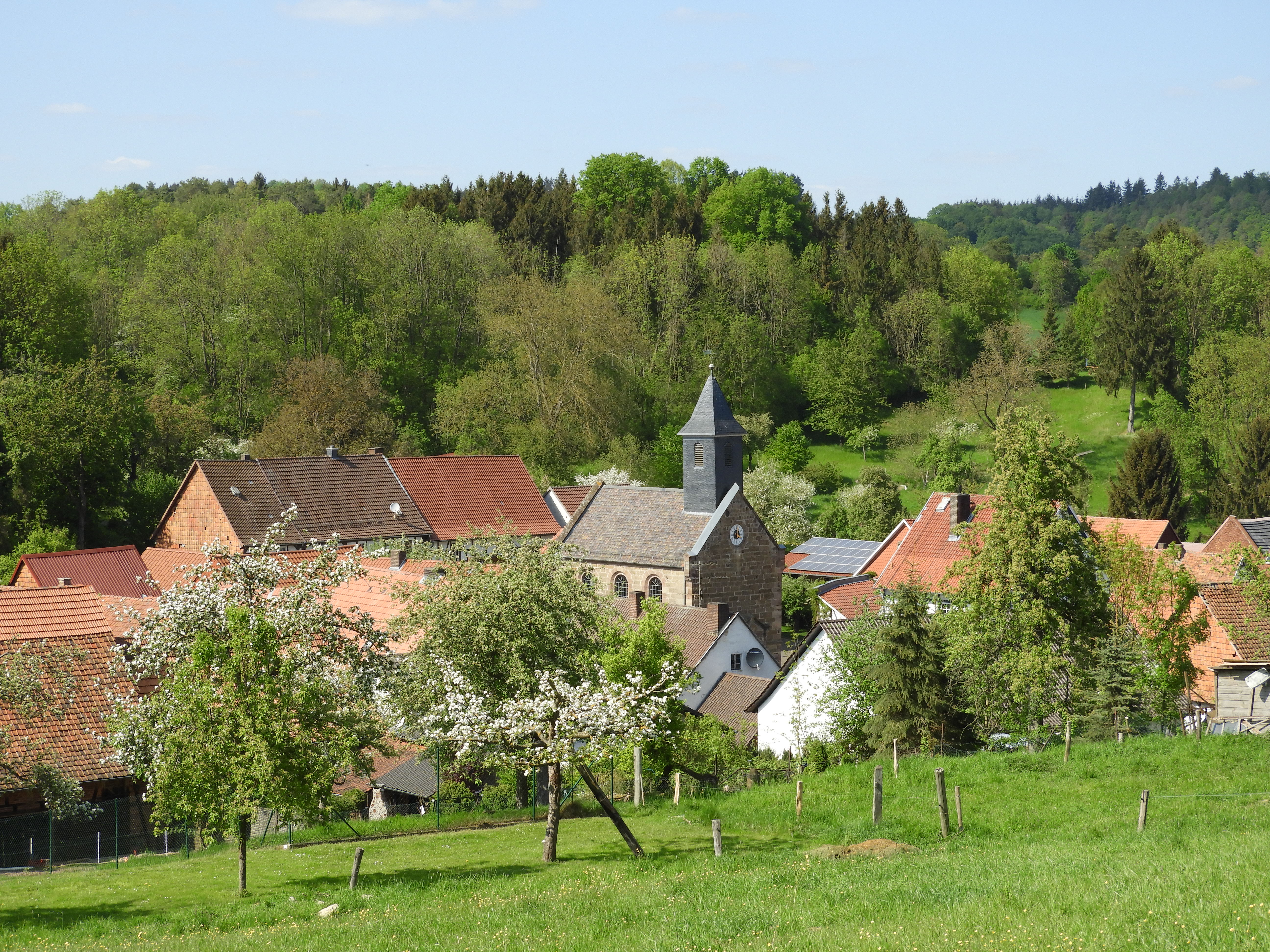
Blick aus südöstlicher Richtung auf den Dorfkern mit der Evangelischen Kirche

Die in der zweiten Hälfte des 19. Jahrhunderts errichtete Evangelische Kirche Wellingerode ist ein denkmalgeschütztes Gebäude im Ortsteil Wellingerode der Gemeinde Meißner im nordhessischen Werra-Meißner-Kreis. Die Kirchengemeinde des im Jahr 1355 als Wellingerade erstmals erwähnten Dorfes, bildet mit den Gemeinden von Abterode und Vockerode das Kirchspiel Abterode. Das Kirchspiel gehört zum Kooperationsraum Meißner-Berkatal im Kirchenkreis Werra-Meißner, innerhalb der Evangelischen Kirche von Kurhessen-Waldeck.

## Geschichte
Die Pfarrkirche von Wellingerode wurde im Jahr 1869 auf einer Stelle in der Ortsmitte errichtet, auf der schon vorher eine Kirche stand. Der Vorgängerbau, eine in der Zeit um 1667 entstandene hölzerne Kirche, war baufällig und zu klein für die damals zahlreichen Gottesdienstbesucher geworden. Auch schon viel früher soll hier eine alte Kapelle gestanden haben, um die herum der Friedhof angelegt war. Mit der Errichtung der hölzernen Kirche wurde in der zweiten Hälfte des 17. Jahrhunderts der Friedhof an den südlichen Ortsrand verlegt.
Überlieferungen berichten von einem traurigen Ereignis im Zusammenhang mit dem Bau der heutigen Kirche: Weil die Statik für die linke Seitenwand vermutlich falsch berechnet wurde, galt sie als einsturzgefährdet und musste eingerissen und neu errichtet werden. Das soll sich der Baumeister Peter Gießler so sehr zu Herzen genommen haben, dass er sich wegen dieses Fehlers umbrachte.

## Kirchengebäude
Den mit einem Quadermauerwerk errichteten schlichten Bau akzentuiert vor allem der Dachreiter über der Fassade. In den 1990er Jahren galt er als einsturzgefährdet und wurde gesperrt. Auf das Geläut musste in dieser Zeit verzichtet werden. Die ausgelösten Schwingungen durch das Hin- und Herpendeln der Glocken bedrohten die Festigkeit. Nach Überarbeitung der kompletten Turmhaube im Jahr 1999 ist er wieder stabil.

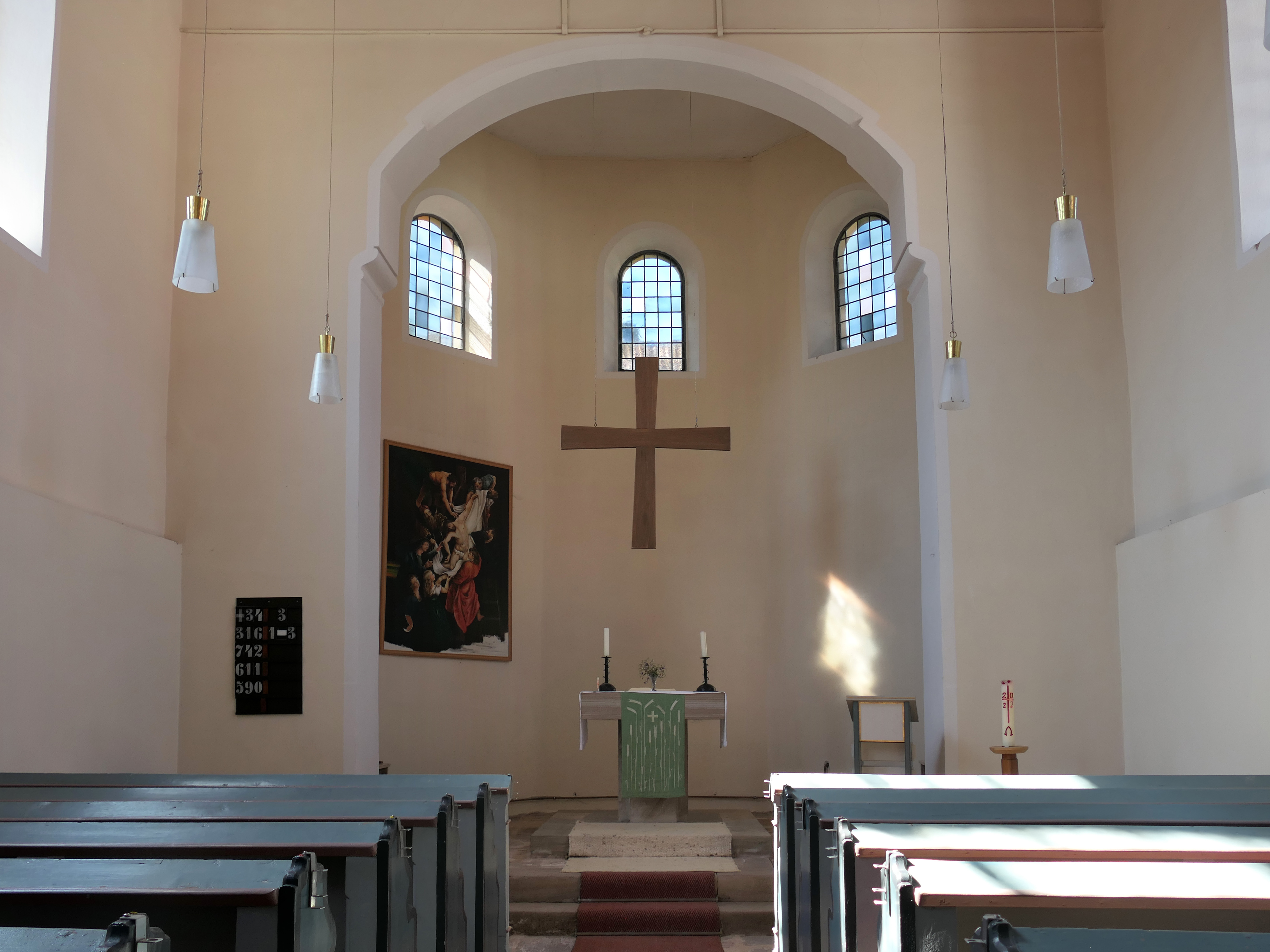
Der Chor am nordwestlichen Ende des Kirchenschiffs

Der schmucklose Saal im Kircheninneren besitzt eine quergelagerte Orgelempore über dem Eingang. Der Chor mit polygonalem Schluss an der nordwestlichen Seite ist über zwei Stufen erreichbar. An der Wand hinter dem Altar hängt ein Bild mit der Darstellung der Kreuzabnahme Jesu des verstorbenen Wellingeröder Dorfmalers Rolf Werner Stuß.

## Denkmalschutz
Wegen ihrer geschichtlichen und städtebaulichen Bedeutung ist die Dorfkirche ein geschütztes Kulturdenkmal. Die Kirche liegt innerhalb der Gesamtanlage Wellingerode, die aus geschichtlichen Gründen unter Denkmalschutz steht und zu der eine Staffel von Hofanlagen gehören, die sich entlang der Walrodstraße aneinanderreihen. Im Denkmalverzeichnis des Landes Hessen hat die Kirche die Nummer 38401 und die Gesamtanlage die Nummer 38605.